# معبد موساشی‌میتاکه
معبد موساشی‌میتاکه (به ژاپنی: 武蔵御嶽神社) در منطقهٔ اومه در توکیو، پایتخت ژاپن واقع شده‌است. در سال  ۹۱ پیش از میلاد ساخته شده‌است و در نزدیکی قلهٔ کوه میتاکه قرار دارد.

## رسیدن به معبد
- جی آر، خط اومه، ایستگاه میتاکه (御嶽駅) بعد از ایستگاه نخست با اتوبوس و سپس با قطار کابلی تا نزدیکی معبد می‌توان رفت.